# St. Andreas (Springe)

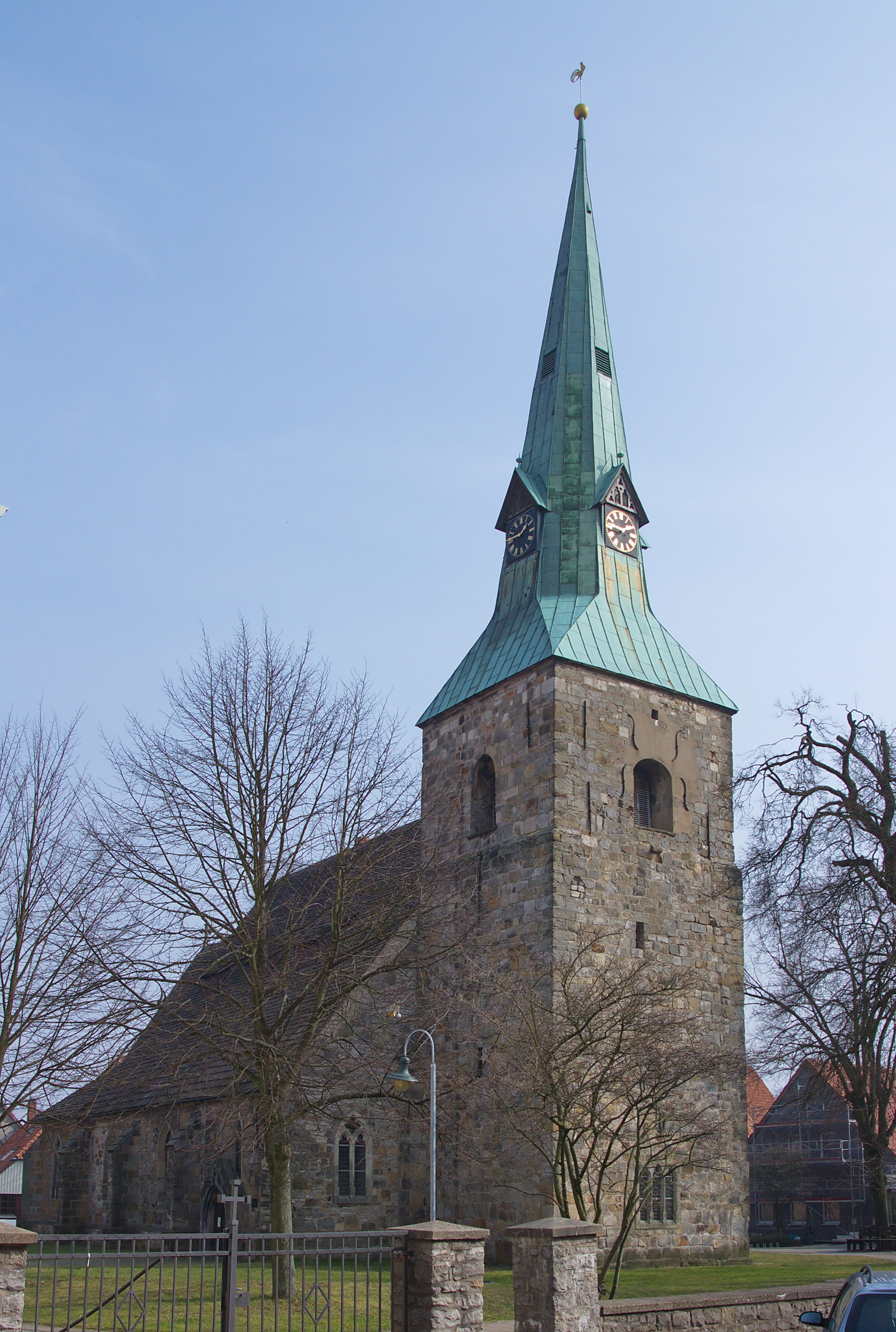
St. Andreas

Die Kirche St. Andreas in Springe ist die Pfarrkirche der örtlichen evangelisch-lutherischen Kirchengemeinde im Kirchenkreis Laatzen-Springe im Sprengel Hannover der Evangelisch-lutherischen Landeskirche Hannovers. Sie prägt mit ihrem Turm das Bild der historischen Innenstadt und steht unter Denkmalschutz.

## Bauwerk
Eine Kirche wurde bereits 1264 bezeugt. 1347 ist diese Kirche abgebrannt. Die heutige Pseudobasilika mit drei Kirchenschiffen und drei Jochen aus Bruchsteinen wurde im Wesentlichen in der Mitte des 15. Jahrhunderts gebaut. Bauinschriften im Inneren des Kirchturms und im Schlussstein im östlichen Joch des Mittelschiffs weisen auf die Jahreszahl 1454 hin. Die Wände des Langhauses und des rechteckigen Chors werden von Strebepfeilern gestützt, zwischen denen sich Maßwerkfenster in schrägen Laibungen befinden. Die unteren Teile des Turms stammen aus dem 13. Jahrhundert, sein oberstes Geschoss mit den großen rundbogigen Klangarkaden entstand erst um 1400. Bedeckt ist der Turm mit einem achtseitigen spitzen Helm. Das Mittelschiff und die beiden Seitenschiffe werden von nur einem Satteldach mit Dachgauben bedeckt. Im Jahre 1682 wurde die Kirche im Stil des Barocks umgebaut. Von 1860 bis 1862 wurde die Kirche nach Plänen von Landbaumeister Eduard Wellenkamp erweitert. Die Seitenschiffe wurden um ein Joch nach Osten verlängert sowie am Schluss des Chors eine Sakristei angebaut.

## Altarraum
Von Carl Dopmeyer wurde um 1860 ein geschnitztes Altarretabel gestaltet, nachdem der Altar vom Anfang des 15. Jahrhunderts verloren gegangen war. Im Zentrum stehen Jesus Christus und die Symbole der vier Evangelisten, umgeben von den zwölf Aposteln, Bonifatius und Augustinus. In der Predella sind Porträts von Maria und den sechs Propheten dargestellt.
Das runde Taufbecken stammt aus der Zeit um 1500.
Die Kanzel wurde 1861 von dem in Springe geborenen Bildhauer Carl Dopmeyer nach alten Vorbildern gestaltet.

## Orgel
Die Orgel wurde 1984 von Johannes Klais Orgelbau errichtet. Sie besitzt 36 Register aus 30 klingenden Stimmen in drei Manualwerken und einem Pedalwerk. 9 historische Register wurden vom Vorgängerinstrument übernommen. Spiel- und Registertraktur sind rein mechanisch ausgeführt.
Nach Abriss der Empore, auf der ihre Vorgängerin noch stand, wurde die Orgel ebenerdig auf einem niedrigen steinernen Sockel aufgestellt, das Pfeifenwerk erstreckt sich in den Turm hinein. Das vordere Gehäuse beherbergt Brustwerk (schwellbar mit Falttüren) und Hauptwerk, dahinter steht, mit einem Trakturtunnel verbunden, ein zweites Gehäuse, das im Inneren das Schwellwerk (mit Jalousieschweller) und auf der Oberseite das frei stehende Pedalwerk enthält.

### Disposition
Details laut Cover der Schallplattenproduktion Mitra 16179 vom Mai 1985. Reihenfolge der Register hier wie am Spieltisch (bei abweichender Nummerierung).
| I Schwellwerk C–g3 |                    |       |
| 01.                | Bourdon            | 16′   |
| 02.                | Gamba              | 08′   |
| 03.                | Rohrflöte          | 08′   |
| 04.                | Principal          | 04′   |
| 05.                | Flute octaviante   | 04′   |
| 06.                | Gemshorn           | 02′   |
| 07.                | Quinte             | 1 ⁄3′ |
| 08.                | Fourniture IV      | 02′   |
| 09.                | Hautbois           | 08′   |
| 10.                | Clairon harmonique | 04′   |
|                    | Tremulant          |       |

| II Hauptwerk C–g3 |                |       |
| 11.               | Principal      | 08′   |
| 12.               | Gedackt        | 08′   |
| 13.               | Octave         | 04′   |
| 14.               | Rohrflöte      | 04′   |
| 15.               | Octave         | 02′   |
| 16.               | Quinte         | 2 ⁄3′ |
| 17.               | Sesquialter II | 2 ⁄3′ |
| 18.               | Mixtur IV      | 1 ⁄3′ |
| 19.               | Trompette      | 08′   |

| III Brustwerk C–g3 |             |        |
| 20.                | Holzgedackt | 08′    |
| 21.                | Blockflöte  | 04′    |
| 22.                | Nasard      | 2 ⁄3′  |
| 23.                | Doublette   | 02′    |
| 24.                | Terz        | 1 3⁄5′ |
| 25.                | Octave      | 01′    |
| 26.                | Scharff IV  | 01′    |
| 27.                | Cromorne    | 08′    |
|                    | Tremulant   |        |

| Pedal C–f1 |                 |     |
| 28.        | Principal       | 16′ |
| 29.        | Subbaß          | 16′ |
| 30.        | Octave          | 08′ |
| 31.        | Rohrflöte       | 08′ |
| 32.        | Tenoroctave     | 04′ |
| 33.        | Rauschpfeife IV | 02′ |
| 34.        | Posaune         | 16′ |
| 35.        | Trompete        | 08′ |
| 36.        | Clairon         | 04′ |

- Koppeln: I/II, III/II, III/I, I/P, II/P, III/P (auch als Fußtritte)